# Андижан
Андижа́н (узб. Andijon / Андижон) — город в Узбекистане, административный центр Андижанской области, её экономический и культурный центр. Расположен в приграничном районе на юго-восточной окраине Ферганской долины у границы Узбекистана с Кыргызстаном.
Андижану более 2 500 лет, он является старейшим городом Узбекистана и одним из самых древних городов в Ферганской долине. В некоторых районах города археологи обнаружили предметы, датируемые VII и VIII веками до н. э. Исторически Андижан был важным пунктом на Великом шёлковом пути.
Город известен как место рождения Бабура, который после ряда неудач сумел заложить основу династии Великих Моголов на Индийском субконтиненте и стал первым императором Великих Моголов.
Андижан является важным индустриальным городом страны, в котором производятся различные промышленные товары: химикаты, бытовая техника и электроника, продукты питания, мебель, плуги, насосы, обувь, запчасти для сельскохозяйственных машин, различные инженерные инструменты и инвалидные коляски.
Андижан часто подвергается сейсмической активности и был разрушен сильным землетрясением в 1902 году. Это самое сильное землетрясение, произошедшее в Узбекистане в XX веке.

## Этимология
Историк В. П. Наливкин полагает, что топоним «Андиган» появился благодаря названию тюркского племени Анди. Дело в том, что до некоторого времени жители соседних регионов часто называли андижанских узбеков именем Анди, причем утверждали, что Анди одного происхождения с теми тюрками, которые проживали в городах Средней Азии.|26|02|2024}}
- По мнению В. В. Бартольда, Андижан был основан монгольскими ханами в конце XIII века. Сюда были переведены тюрки из разных племён и родов. В конце XV века Андижан считался в Фергане преимущественно тюркским городом[6].
- В южной части Каспийского моря существовало государство Андиа[7].

## История

### Древность
Андижан — один из древнейших городов мира (основан в V—IV веках до н. э.). Археологи недавно[уточнить] установили, что территория современного города населена более 2500 лет.
В VI веке до н. э. к моменту завоевания Ахеменидскими войсками Центральной Азии Андижан смог сохранить независимость, что послужило возникновению государства Давань со столицей в городе Эрши (пригород Андижана).
Начало периода смены бронзового орудия труда на железное, развитие земледелия с искусственным орошением и скотоводством (в том числе разведение «небесных лошадей») послужили началом военного конфликта между государством Давань и Китайской империей, в котором Китай проиграл.
Древний Андуган располагался на пересечении караванных дорог Великого Шёлкового пути. Во II—IV веках до н. э. в государстве Давань происходило развитие гончарной культуры.
В I—III веках н. э. зародилась «Эйлатанская культура», развивались искусства, наблюдался рост города. В V веке н. э. в район Андижана откочевали тюркоязычные племена, происходил процесс тюркизации коренного населения.

### Средние века

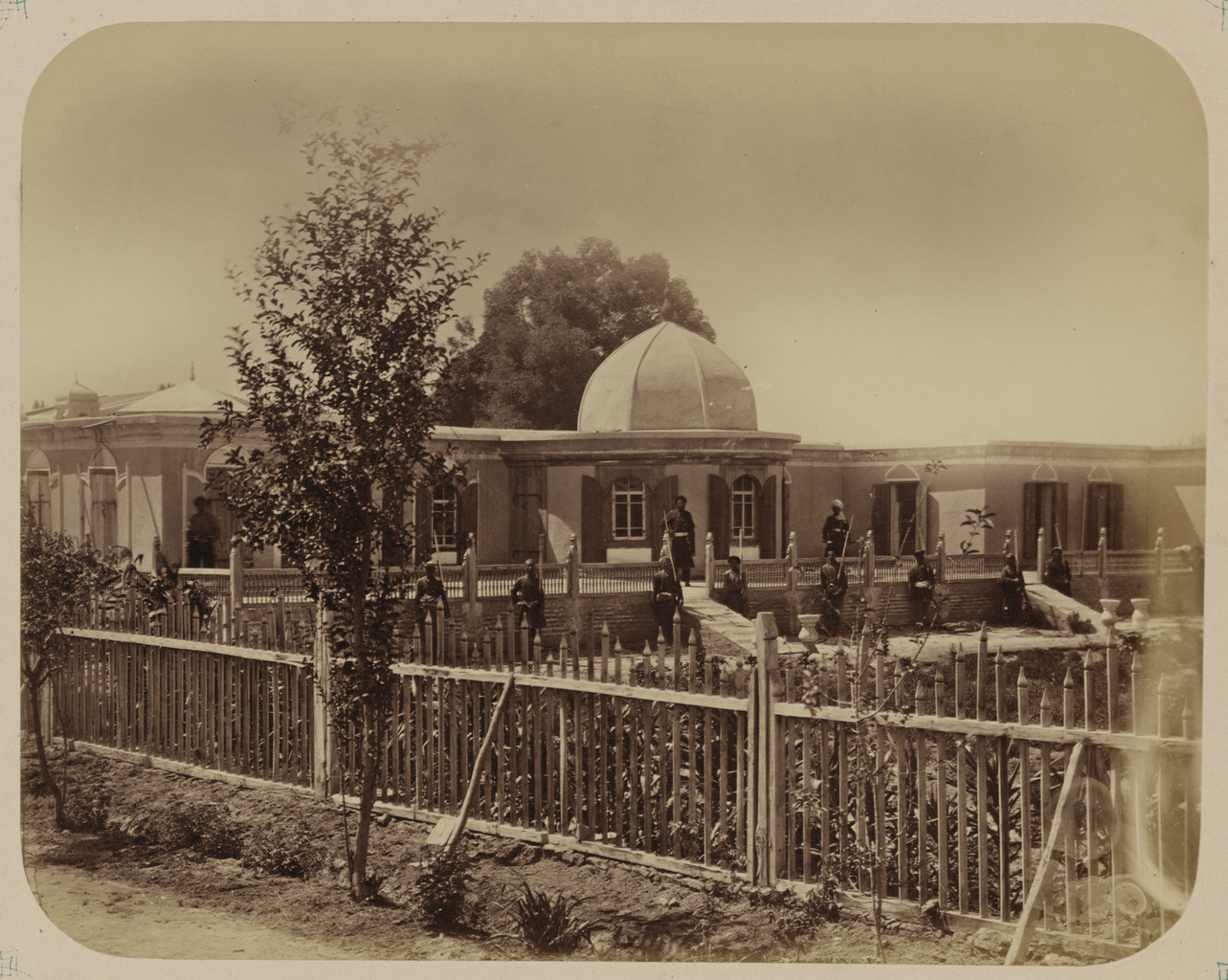
Дворец сына кокандского хана, Андижан

В IX веке распался Арабский халифат, город вошёл в состав государства Саманидов и превратился в один из главных центров Ферганской долины. В письменных источниках с IX века стал известен под названием Андукан.
В X веке он оказался в составе Караханидского государства, а в XIII веке был захвачен монголами и вошёл в состав Чагатайского улуса.
В XIV веке стал частью государства Тимуридов, когда развивались наука, искусство и архитектура. В начале XVI века вошёл в государство Шейбанидов (под названием Андиган упоминается как столица государства). В 1504 году Шейбани-хан отдал Акси и Андижан шибанидскому султану Джанибек-султану. В середине XVI века шибанид Джаванмард-Али-султан правил в Ахси и Андижане.
В XVI веке в летописях З. Бабура (основателя Империи Великих Моголов, который родился в Андижане в 1483 году), написано: «В Андижане, в столице области Ферганы, трое ворот. Больше размером Арк, чем в Андижане, есть только в Кеша и Самарканде».
Также в «Бабур-Наме» отражено упоминание об Андижане: «Не человек, достойный чести тот, кто не видел Андижан, кто в странствиях небесных не вспоминает Андижан».

### В Кокандском ханстве
В XVI веке Андижан был завоёван Шейбанидами, позднее вошёл в состав Кокандского ханства.
Кокандский правитель Абдурахим-бий был старшим сыном Шахрух-бия, который взошёл на престол после смерти отца. В эпоху его правления в состав Кокандского ханства вошел Андижан. Абдрахимбий первым из узбекских правителей рода минг назывался историками сахибкираном, подражая Амир Тимуру. В 1745—1747 годах Кокандское ханство подверглось агрессии джунгар, которые захватили Андижан, и осадили Коканд. В критический момент Абдурахим-бий проявил талант военного организатора. Враг был отброшен от столицы.

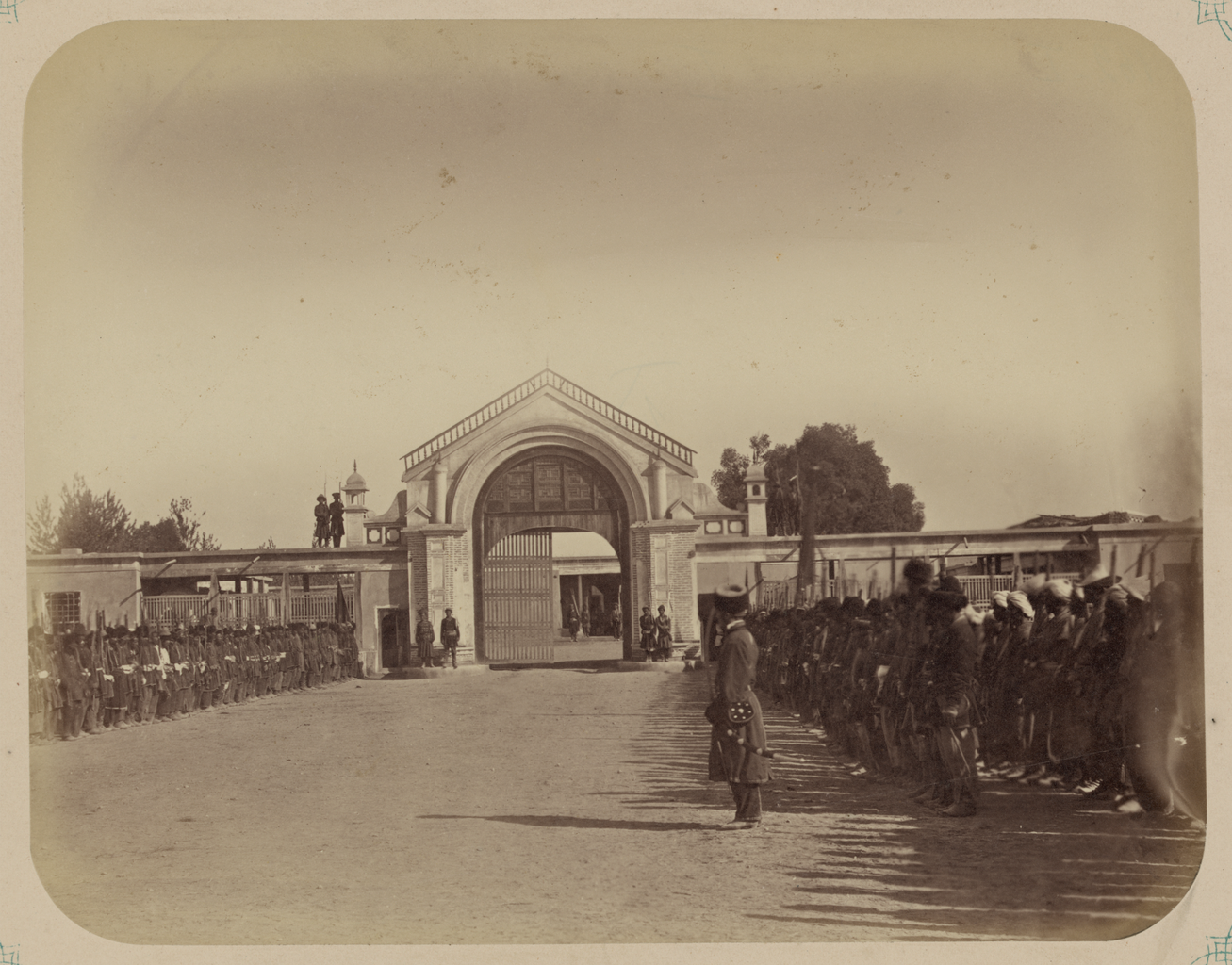
Дворец в Андижане

В августе 1862 года в ходе гражданской войны в Кокандском ханстве Андижан был взят в осаду и был завоёван в январе 1863 года. В это же время повторно был взят Наманган, а за ним и весь правый берег Сырдарьи. В феврале кыргыз-кыпчаки осадили Маргилан и захватили его в апреле 1863 года.
К концу 1862 года Алимкулу удалось собрать значительные силы (40,000) из числа ошских, араванских, алайских кыргызов и кыпчаков. Оппозиция насильно отнимала у населения Андижана и окрестных селений Балыкчи, Кувы, Асака, Шахрихана, Оша, Пайтуга их богатства, обложили повторными налогами. После многомесячной борьбы им удалось захватить Маргилан и двинуться на Коканд.
В этих районах многие селения были охвачены пожарами, поля вытоптаны, погибло большое число людей.

### В составе Российской империи

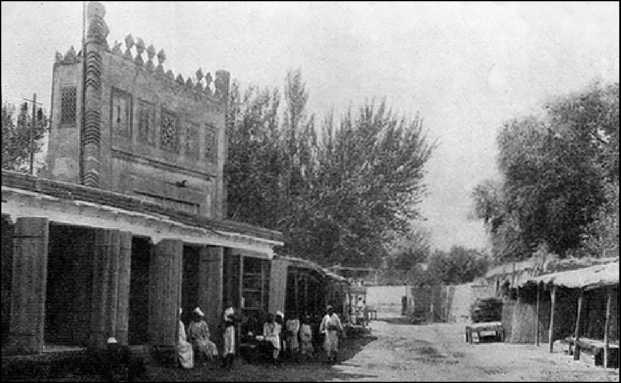
Вид на улицу в Андижане в 1913 году.

В октябре 1875 года Андижан был занят войсками генерала А. Троцкого. В январе 1876 года был занят войсками генерала М. Скобелева и вошёл в состав Российской империи (см. Среднеазиатские владения Российской империи).
С 1876 года земля Кокандского ханства, включая Андижан, вошла в состав Российской империи. В это время в городе изготавливали чудесные шёлковые и хлопчатобумажные ткани, которые были известны не только в Ферганской долине, но и далеко за её пределами. В 1902 году Андижан пострадал от землетрясения, уничтожившего большое количество древних памятников. 

#### Переселенческое движение в Андижанский регион
В 1893—1898 годах в Андижанском уезде, в отличие от остального Туркестана, официально стали выделять земли для переселенцев из европейской части Российской империи.
Ранее неофициальных переселенцев в Туркестан возвращали обратно домой, что было связано с высокой плотностью коренного населения и отсутствием свободных земель.
Переселенцы приезжали в Андижанский уезд из различных губерний Российской империи: Харьковской, Киевской, Полтавской, Области Войска Донского, Екатеринославской, Саратовской, Самарской, Воронежской, Тульской, Астраханской, Курской, Ставропольской, Оренбургской, из Сибири, северной России и с Кавказа.
Их национальный состав был довольно однороден. Это были преимущественно русские, так как по «Положению об управлении Туркестанского края» к переселению допускались лишь «русские подданные христианского вероисповедания, принадлежащие к состоянию сельских обывателей».

#### Совместное ведение хозяйства и обмен опытом
Почти все русские посёлки Туркестана были устроены в северных, северо-восточных и восточных предгорьях Андижанского уезда: Базаркурганская, Мингтюбинская, Джалалабадская, Кугартская, Узгенская, Яссынская, Барышская волости.
Ещё в небольшом количестве переселенцев размещали в Манякской и Курбашской волостях Ошского уезда, в которых сельскохозяйственные условия приближались к привычным для русского и украинского крестьянина, где можно было обходиться без искусственного орошения.
Большое количество земель было выделено только в пригороде Андижана. Образовано Русское Село (280 дворов, просуществовало до 1974 года), посёлки Московский и Покровское.
В них впервые стали в больших объёмах выращивать зерновые культуры, которые в последующем обеспечивали пшеницей и зерновыми большую часть жителей долины.
Также местное население научилось у русских приёмам улучшенной обработки почвы, что содействовало увеличению урожая, уходу за скотом в зимнее время и пчеловодству.
С приходом русских у местного населения большим спросом стала пользоваться русская коса. Это привело к тому, что стали запасать на зиму сено. Даже сарты косили ею люцерну. Местные крестьяне начали пользоваться и лемешным плугом вместо омача, и каменным катком для молотьбы, и русскими веялками. В Андижанском уезде и далее в Туркестане появились такие культуры, как картофель, белокочанная и цветная капуста, помидоры, сахарная свёкла, овёс. Была сделана попытка ввести тонкорунное овцеводство (в частности, в Андижанском уезде К. В. Соловьёвым — пионером русского фабричного дела в Туркестане).
Вблизи Андижана, в Зеленске (сейчас — город Асака) местным населением был впервые построен шлюз — ирригационное сооружение по европейскому образцу «из жжёного кирпича, на цементе, с бетонным фундаментом и с железными щитами».
В целом, русские делились с местными тем, что умели сами. Также шёл обратный процесс — русские сами учились у местных жителей орошению, особенностям местного садоводства и виноградарству.

#### Интегрирование и взаимоуважение между местным населением и переселенцами
Передовые, прогрессивно настроенные интеллигенты и рабочие из европейцев почти всегда выучивались местным языкам.
Это было связано не только и не столько с потребностями, возникающими у малых этнических групп в инонациональной среде (ведь они были представителями господствующего в данный момент этноса), сколько с тем глубоким уважением, которое испытывали они к коренному народу, к его культуре и истории.
А такое отношение не могло не сказаться на росте самоуважения у местных народов края, что способствовало появлению первых ростков дружбы между ними и русскими и другими переселенцами из внутренних губерний России.

#### Андижанское восстание
В мае 1898 года в Андижане произошёл мятеж, вошедший в историю как Андижанское восстание, направленное против Императорских властей.
Попытка восстановить независимость Коканда была предпринята ишаном, больше кого бы то ни было другого пострадавшим от новой власти.
Ишан собирался восстановить Кокандское ханство, став его полновластным правителем, которому были бы нужны доходы от торговли и вакуфных земель, а также покорные подданные. Русские же поколебали традиционные устои мусульманского общества.
Следствие также установило, что ближайшими помощниками ишана были немолодые люди, служившие ещё при кокандском хане. Именно они вели агитацию в пользу ишана и вербовали «воинов ислама».
17 мая 1898 года в Андижане свыше 1500 человек совершили нападение на русский военный гарнизон. Во главе восстания стоял пользовавшийся огромной популярностью местный религиозный вождь — ишан Магомед-Али Халиф Мухаммед-Сабыр-оглы (сокращённо —Мадали).
Уже через день Дукчи-ишан был арестован, один за другим были пойманы и его ближайшие соратники. Из 2000 участников мятежа было арестовано 777 человек.
Известия о провале восстания быстро облетели округу и удержали от выступления тех, кто только собирался атаковать русских.
Однако, несмотря на арест главы мятежа, сторонники ишана всё же убили лесничего и ограбили лагерь казаков. Этим и закончилась попытка «освободиться от неверных».
В итоге Андижанское восстание заставило власти Русского Туркестана прийти к пониманию необходимости лучше узнать настроения и помыслы местного населения — узбеков или сартов.

#### Открытие Самарканд-Андижанской железной дороги
В мае 1899 года в Андижане открылась Самарканд-Андижанская железная дорога. 1-я линия соединила станцию Урсатьевскую с Андижаном I.
Были открыты железнодорожные станции «Федченко» (Кува), «Серово» (Коканд), «Горчаково» (Маргилан), «Ассака» (Зеленск), «Ванновская» и другие.
В 1905 году открыта 2-я линия «Черняево» — Андижан II, а в 1913—1916 годах железную дорогу дотянули до окраины Андижанского уезда — города Джалал-Абад.
В дальнейшем Самарканд-Андижанская и Каспийская железные дороги были преобразованы в Средне-Азиатскую железную дорогу. После строительства железной дороги города Ферганской долины и окрестности стали развиваться и расти быстрыми темпами.
Началось строительство крупных заводов и фабрик, увеличилась добыча полезных ископаемых, переработанная хлопкоочистительная продукция в больших объёмах стала продаваться и вывозиться в другие регионы.
Строительство новых европейских городских кварталов проходило в Андижане (новый город) и Зеленске (вблизи станции Ассаки), а также в пригородных посёлках Русское Село (южнее Андижана), Московский (западнее Андижана), Покровское (восточнее Андижана), Богородское (северо-восток Андижана) и Тополино (восток Андижана).

#### Андижанское землетрясение
В 1902 году в Андижане произошло крупнейшее в истории Ферганской долины землетрясение, при котором погибло более 4000 человек. В Андижанском уезде и частично в Маргиланском уезде было разрушено около 40 000 строений.
Землетрясение было такой силы, что люди не могли удерживаться на ногах. После этого Андижан лишился древних архитектурных памятников и сооружений с многовековой историей.

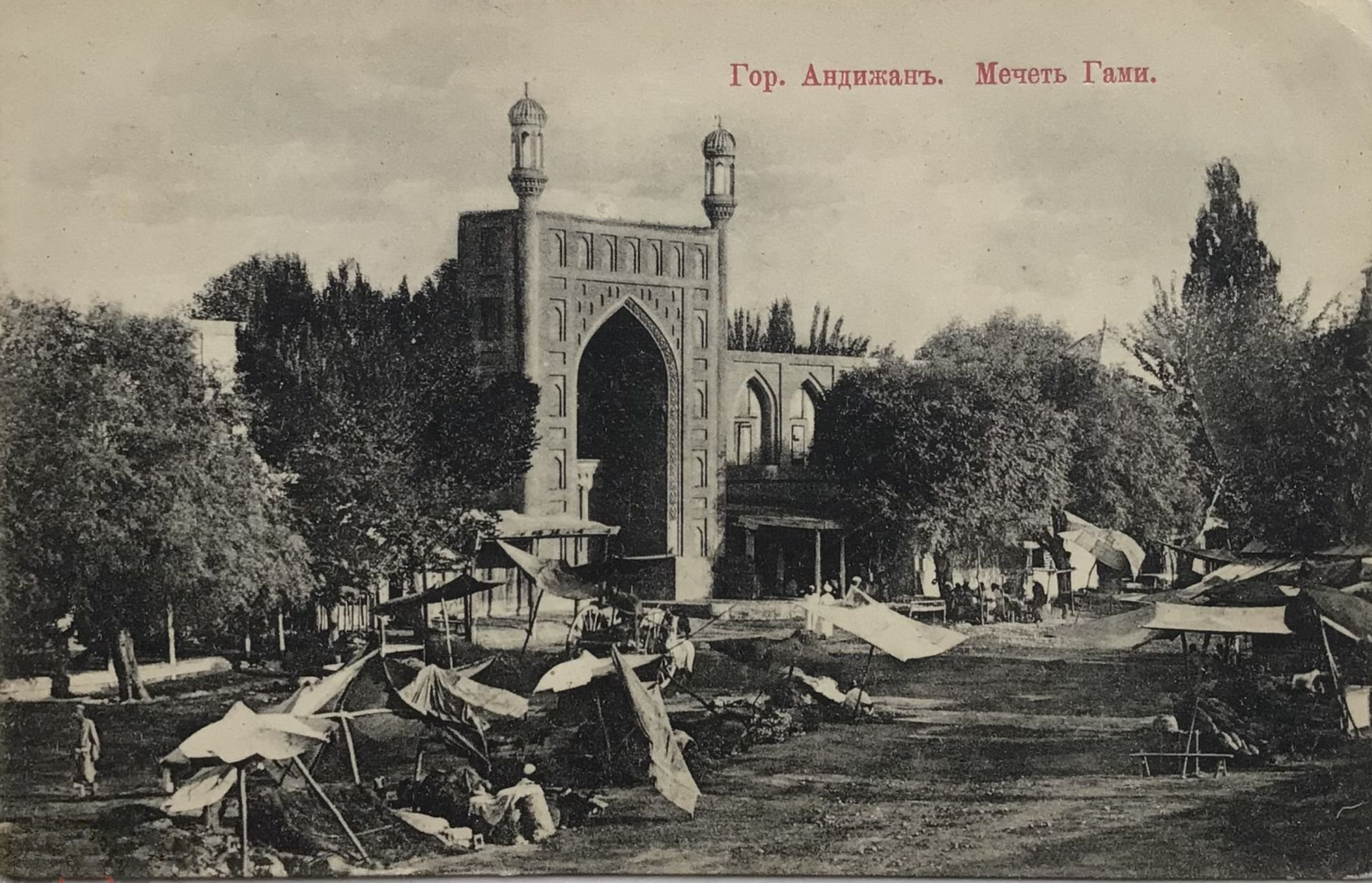
Мечеть Джами в начале 1900-х годов

Уцелели только казённые и жилые постройки из жжёного кирпича в новой части города (здание железнодорожного вокзала Андижан I, городское собрание офицеров, храмы Святых Сергея Радонежского и Николая Чудотворца, часовня Святого Георгия Победоносца на Садовом кладбище).
В старой части города сохранился и не был разрушен землетрясением 600-летний (на то время), самый высокий в Ферганской долине 32-метровый минарет XIII века главной пятничной мечети Андижана.
Уцелела и сама главная мечеть города, не разрушилось самое большое в Ферганской долине медресе «Джами», которое в настоящее время является самым красивым архитектурным сооружением Андижана и всего мемориального исторического комплекса «Джами».

### Советский период
При национально-территориальном размежевании в Средней Азии Андижан вошёл в состав Узбекской ССР, став административным центром Андижанской области.
В Советский период Андижан являлся крупным городом СССР, в котором функционировало более 50 учебных заведений (университеты, институты, техникумы и училища).
Основная часть населения Андижанской, Ферганской, Наманганской, Ошской, Джалал-Абадской и Ленинабадской областей обучалась в Андижане.
В городе работало около 100 промышленных предприятий (заводы, фабрики и комбинаты).
Численность населения Андижана увеличилась более чем в 3 раза и составила треть миллиона человек (Андижанский регион по плотности населения занимал 1-е место в СССР и 3-е в мире).
Маятниковой миграции способствовали высокая плотность населения и небольшой размер Андижанской области. Она была самой маленькой областью по размеру на постсоветском пространстве — 4200 км² (и сейчас она занимает 1 % от площади страны, но при этом на ней проживает 10 % населения Республики Узбекистан).
Ночью в городе находилось 330 000 жителей, а днём съезжалось на работу и по делам около 1 000 000 человек. По вышеуказанным причинам образовывалась маятниковая миграция, присущая в большей степени мегаполисам.
Также на постсоветском пространстве в среднеазиатском регионе существовала агломерация Андижан — Ош (расстояние между городами в 40 км было компактно застроено).

### Независимый Узбекистан
В годы независимости Узбекистана Андижан с пригородами (агломерация с численностью населения 657 000 человек) были практически отстроены заново.
Это происходит благодаря действующей Президентской программе, главная цель которой — это улучшение качества жизни населения.
Она была начата 1-м президентом Республики Узбекистан И. А. Каримовым и продолжается в настоящее время вновь избранным президентом Ш. М. Мирзиёевым.
Кроме того, были сохранены и отреставрированы исторические постройки вековой давности; появились новые благоустроенные кварталы города с восточным колоритом и с новыми сооружениями в западном стиле; расширены и реконструированы старые улицы, превратившиеся в широкие проспекты.
В городе появились новые 6—8-полосные магистрали, а также современные 5—6-этажные здания. Площадь города увеличилась с 70 км² до 120 км².
Границы города сплошной застройкой дотянулись на севере до набережной главной реки Андижана — «Карадарьи» (Зелёный мост, Сельскохозяйственный институт); на юго-востоке (микрорайоны жилого массива «Богишамал») — до Национального парка имени Великого полководца З. Бабура; на западе — до города-спутника Асака (бывший Ленинск), который в настоящее время является главным городом и родиной автомобилестроения Узбекистана.
В 2005 году в Андижане произошли масштабные беспорядки против режима Ислама Каримова, в которых только по официальным данным погибло 187 человек.
В 2025 году Советом Глав государств СНГ Андижану присвоено почётное звание почётное звание Содружества Независимых Государств «Город трудовой славы. 1941–1945 гг.».

## География
Находится в восточной части Ферганской долины рядом с узбекско-киргизской границей, на высоте 490 метров над уровнем моря, на древних отложениях реки Андижансай, в 260 км к юго-востоку от Ташкента (360 км по дороге), в 40 км к северо-западу от Оша.

## Климат
Климат Андижана — субтропический внутриконтинентальный.
| Показатель              | Янв. | Фев. | Март | Апр. | Май  | Июнь | Июль | Авг. | Сен. | Окт. | Нояб. | Дек. | Год  |
| ----------------------- | ---- | ---- | ---- | ---- | ---- | ---- | ---- | ---- | ---- | ---- | ----- | ---- | ---- |
| Средняя температура, °C | 2,0  | 1,3  | 7,9  | 16,2 | 20,9 | 25,4 | 34,7 | 24,8 | 20,0 | 12,9 | 5,1   | 2,6  | 13,6 |
| Норма осадков, мм       | 29   | 34   | 37   | 30   | 20   | 7    | 5    | 2    | 3    | 26   | 19    | 23   | 232  |
| Источник: .             |      |      |      |      |      |      |      |      |      |      |       |      |      |

Плодородные почвы, обилие тепла и света, длительный безморозный период (около 210 дней в году) благоприятствуют выращиванию в окрестностях города теплолюбивых культур — хлопчатника, шелковицы, цитрусовых и других субтропических культур.
Андижан окружен предгорьями Памира и Тянь-Шаня, которые в летний период покрыты снежными вершинами, а в низовьях окутаны лесными рощами грецкого ореха и хвойными лесами.
Зима обычно мягкая и короткая. Ветры слабее, чем в западных частях долины — в среднем 5 м/с, а среднегодовое количество осадков составляет 232 мм в год. Лето сравнительно менее жаркое, чем в Средней Азии.

### Каналы и реки
Главные водные артерии города Андижана:
- канал «Андижансай», который пересекает Андижан с юго-востока на северо-запад (городская протяженность канала — 20 км с шириной русла от 5 до 10 метров);
- 2 гребных канала на северо-западе пригорода Андижана (по новому генплану они не вошли в черту города) параллельны и имеют протяженность около 2,8 км с шириной 35—45 метров (место тренировок и занятий по академической гребле и гребле на байдарках и каноэ);
- река «Кара-Дарья» протекает с северо-востока на северо-запад Андижана и его пригородов в 3—5 км от границ города (протяженность в районе пригорода — 30 км южнее Пахтаабада и севернее Алтынкуля; ширина русла — от 150 метров в районе Зелёного моста до 300—400 метров в местах, где русло разливается).

Несмотря на то, что в некоторых местах к реке примыкают городские кварталы пригорода Андижана (большой 4-этажный микрорайон «Ирригатор») и корпуса Сельскохозяйственного института, в новый генеральный план Андижана (принят и утвержден в 2017 году) и в границы города набережная не вошла (в отличие от других областных центров, где имеется близость больших рек.

### Растительность
Растительность Андижана разнообразна и богата. Сам город украшают экзотические, декоративные, субтропические, фруктовые, цитрусовые, ореховые, хвойные и лиственные культуры деревьев и кустарников. Широко развито цветоводство и растениеводство.
В городе в лесном питомнике имени Шнайдера и ботаническом саду «Арборетум» на протяжении 100 лет произрастали растения, собранные со всех континентов, и растения, включённые в Красную книгу Узбекистана и СССР.
В годы независимости Узбекистана большое значение стало придаваться высадке экзотических и субтропических культур на смену круглогодично сорящей чинаре.
На городских улицах, площадях, аллеях и возле административных зданий стали высаживать:
- экзотические пальмовые деревья (трахикарпус Форчуна (Trachycarpus fortunei), сабаль пальмовидный);
- декоративные деревья (японскую сафору, жёлтую и красную сакуру, церцис, белую и розовую акацию, белую и чёрную тутовую шелковицу, маклюру «адамово яблоко» (плоды похожи на большие апельсины, только зелёного цвета и несъедобны));
- лиственные деревья (рожковое дерево, тюльпановое дерево, карельскую берёзу, граб обыкновенный, ясень, канадский клён, чёрный тучный тополь, плакучие ивы, липу, ольху, вяз, карагач и многие другие).

Хвойные породы на протяжении многих десятилетий хорошо приживались в Андижане, а за последние 25 лет хвойные и пихтовые деревья стали очень популярны в городе (особенно ель обыкновенная и голубая, арча, можжевельник, пихта, кипарис, сосна и кедр).
Также в Андижане сейчас высаживаются каштаны и грецкие орехи, во дворах растёт миндаль, фисташки, хурма, джида, унаби, гранатовые деревья, винное дерево (желтый и чёрный инжир), лавр и различные фруктовые деревья.
За последние годы в городе и пригородах появилось много лимонариев, стали выращивать киви. Пригороды Андижана (особенно предгорья) богаты пихтовыми и арчёвыми лесами, облепиховыми рощами, а на востоке области — лесами грецкого ореха.
Природа «не отдыхала», когда создавала в этом благодатном крае красивые уголки, включая субтропические альпийские луга высоких нагорий. Холмы и адыры в весеннее время приобретают красный окрас от дикорастущих маков и тюльпанов.

## Население
Андижан — 4-й по численности населения город страны. По состоянию на 1 января 2020 года, численность населения составляла 441 700 жителей.
| Год              | 1897   | 1939    | 1959    | 1970    | 1979    | 1989    | 1991    | 1999    | 2000    | 2013    | 2020    |
| Население (чел.) | 60 000 | 110 000 | 170 000 | 200 000 | 250 000 | 370 000 | 300 000 | 380 000 | 390 000 | 400 000 | 441 700 |

Население города после распада СССР в основном составляют узбеки, также проживают: русские, киргизы, армяне, украинцы, белорусы, цыгане, татары, корейцы, таджики, евреи, уйгуры, башкиры, греки, персы, молдаване, грузины и другие.

## Экономика
Андижан является крупнейшим индустриально-промышленным, научно-исследовательским, образовательным, туристическо-культурным и транспортным центром всей Ферганской долины.
В годы независимости Узбекистана экономика Андижана и Андижанской области, главным образом, развивается благодаря автомобилестроению (в пригороде Андижана, в городе-спутнике Асаке, функционирует завод «GM» по выпуску легковых автомобилей и микроавтобусов), построены заводы по выпуску комплектующих частей.
Высоко развиты газо- и нефтедобывающая промышленности с действующими нефтепромыслами («Андижан-Нефтепром», «Южный Аламышик», «Ходжаабадский» и многие другие). Разработкой данной промышленности занимается СПКБ Конструкторское бюро «Андижан Нефтетрест».

### Тяжёлая промышленность и машиностроение
1. Автомобильный завод «GM» в пригороде Андижана, в городе-спутнике Асака (с мощностью до 250 тысяч автомобилей в год),
2. Государственный машиностроительный завод («АндижанМаш»),
3. Государственный завод ирригационного машиностроения («АндижанИрМаш»),
4. Государственный завод «Коммунар» (Автотранспортной промышленности),
5. Государственный завод «Электродвигатель»,
6. Государственный завод «Электроаппарат» имени Э. Тельмана,
7. Государственный авиационный завод (Министерства авиационной промышленности),
8. Андижанский экскаваторно-ремонтный механический завод (АЭРМЗ),
9. Государственный тепловозоремонтный завод (Министерства путей сообщения),
10. Андижанский государственный завод «Эталон»,
11. Андижанский государственный завод «Нитрон»,
12. Андижанский государственный завод «АндижанКабель»,
13. Андижанский государственный шарикоподшипниковый завод,
14. Андижанский филиал Ташкентского опытного экспериментально-ремонтного механического завода (ТОЭРМЗ),
15. Андижанский государственный завод «ТожМеталл»,
16. Андижанский опытный экспериментальный завод
17. Андижанский завод «АвтоТракторДеталь».

### Лёгкая и текстильная промышленность
1. Хлопчато-бумажный комбинат «ХБО имени З. Бабура» (производство суровой ткани и пряжи, более 10 000 сотрудников),
2. Трикотажный комбинат «Алишер Навои Интернешэнл» (РУз — США),
3. Фабрика художественных изделий,
4. Швейная фабрика «Антекс» (производство швейных изделий и пряжи),
5. Трикотажная фабрика «Хумо — Юн» (РУз — Китай),
6. Хлопкоочистительный завод № 1,
7. Хлопкоочистительный завод № 2,
8. Хлопкоочистительный завод № 3,
9. Производственное объединение «Асюкс» (производство брезентовой ткани и изделий),
10. Трикотажная фабрика (бывшее Трикотажное объединение имени XXX лет Комсомола),
11. Трикотажная фабрика «Семург» (производство трикотажа и готовой продукции),
12. Швейная фабрика имени Володарского № 1,
13. Швейная фабрика имени Володарского № 2,
14. Швейная фабрика имени Володарского № 3 (бывшая пошива обмундирования),
15. Кожно-галантерейная фабрика,
16. Текстильная фабрика «Ан Тед Текстайз» (переработка угара) (РУз — Германия),
17. Фабрика «Ан КУР» (производство постельного белья),
18. Обувная фабрика «Большевик»,
19. Обувная фабрика «Кезар-Тур» (РУз — Турция),
20. Обувной комбинат «Андзовит Маш» (производство резиновой обуви),
21. Андижанский гренажный завод (производство шелкопрядов),
22. Андижанский шёлковый завод (размотка коконов),
23. Андижанский завод «Ривож Тянь Бао» (производство текстильных конусов),
24. Андижанский завод «Маматаш текстиль» (РУз — Турция),
25. Андижанский мыловаренный завод (основан в 1899 году).

### Строительная и химическая промышленность
1. Цементный завод,
2. Асфальтный завод,
3. Стекольный завод,
4. Известковый завод,
5. Завод железо-бетонных изделий,
6. Андижанский полиэтиленовый завод (РУз — США),
7. Андижанский полипропиленовый завод (РУз — США),
8. Завод «Зауракмилл» (производство серы и порошка),
9. Завод по производству черепицы,
10. Кирпичный завод № 1,
11. Кирпичный завод № 2,
12. Кирпичный завод № 3,
13. Домостроительный комбинат,
14. Строительный трест № 162,
15. Строительно-монтажное управление № 2,
16. Мебельная фабрика,
17. Полиграфический комбинат,
18. Андижанский завод «Тиксанти» (выпуск швейных машин),
19. Андижанский лакокрасочный завод «Уз Донг Жу Пеин Ко» (РУз — Южная Корея),
20. Андижанский завод «Уз Тонг Хонг Ко» (выпуск автосидений) (РУз — Южная Корея),
21. Андижанский завод «Уз Семюнг Ко» (выпуск бензобаков) (РУз — Южная Корея),
22. Андижанский завод «Уз Донг Вон Ко» (выпуск выхлопных труб и глушителей) (РУз — Южная Корея),
23. Андижанский завод «Уз Донг Янг Ко» (выпуск внутренней отделки салонов) (РУз — Южная Корея),
24. Андижанский завод «Уз Корам Ко» (выпуск бамперов и панелей) (РУз — Южная Корея),
25. Андижанский завод «Уз Донг Жу Ко» (выпуск кабелей и внутренних проводок) (РУз — Южная Корея),
26. Совместное предприятие «UzERAE Climate Control» (производство теплообменников, систем кондиционирования и отопления для автомобилей) (РУз — Южная Корея),
27. Андижанский завод «АндПолик» (выпуск декоративных, внешних и внутренних алкопонов),
28. Андижанский завод «Uzbek ank Spiring»,
29. Андижанский завод XXI АСР (выпуск моторных масел),
30. Андижанский завод «ПромЭнергоМонтаж»,
31. Андижанский завод «ХлодМонтаж».

### Пищевая промышленность
1. Биохимический комбинат (производство спирта),
2. Мукомольный (Мель) комбинат,
3. Масло-жировой комбинат (маслобойное производство, основан в 1898 году),
4. Консервный завод,
5. Томатный завод,
6. Комбинат мясных и колбасных изделий,
7. Комбинат полуфабрикатов,
8. Хлебо-кондитерский комбинат,
9. Андижанский пивоваренный завод,
10. Завод безалкогольных напитков,
11. Ликеро-водочный завод (АПК имени Кирова),
12. Андижанский молочный завод,
13. Овощно-фруктовый завод (ОАО «Андижан»),
14. Вино-водочный завод «Навигул» (РУз — Болгария),
15. Томатно-кетчуповый завод «Фам» (РУз — Италия),
16. Макаронный завод «Хон Бугда» (РУз — Италия),
17. Андижанский завод консервированной продукции (РУз — Россия — Великобритания),
18. Андижанский завод «Маск» (выпуск кетчупов, пасты, соусов и минеральной воды),
19. Андижанский завод «Андижан Дурдонаси» (выпуск фруктовых соков) (РУз — Англия),
20. Андижанский комбинат по производству бортпитания.

## Транспорт

### Аэропорт
В настоящее время после реконструкции аэропорт «Андижан» получил статус международного. Взлетно-посадочная полоса реконструирована и продлена до 3000 метров.
Андижан связан прямым воздушным сообщением с Ташкентом, Москвой (Домодедово), Сургутом, Новосибирском (Толмачево), Омском, Санкт-Петербургом (Пулково), Красноярском (Емельяново), Тюменью (Рощино) и другими городами в соответствии с коммерческим спросом.
Аэропорт Андижана расположен в черте города, имеет автобусное сообщение, а также маршрутные и круглосуточные такси. Указом Президента Узбекистана от 19 июня 2020 года Международному аэропорту «Андижан» присвоено имя Бабура.

### Железнодорожный транспорт
В городе находятся 2 железнодорожных вокзала — «Андижан I» и «Андижан II», есть 2 железнодорожные станции — «Андижан-Северный» и «Андижан-Южный».
Андижан является крупным железнодорожным узлом Средней Азии, он включает 4 направления: Маргиланское/Ферганское, Наманганское, Южно-Киргизское (Ош/Джалал-Абад) и Таш-Кумырское.
Более 100 лет Андижан являлся конечным пассажирским пунктом назначения поездов. Сюда прибывали и отсюда отправлялись поезда до Москвы (до трёх в день), Ташкента (до трёх в день), Самары, Томска, Саратова, Уфы, Душанбе и других городов.
В настоящее время в город из Ташкента (через перевал) запущена в эксплуатацию электрифицированная железная дорога, что вернуло Андижану статус крупного железнодорожного центра.
В ближайшее время запускаются высокоскоростные пригородные электрички, которые свяжут Андижан, Фергану, Маргилан и Коканд прямым сообщением.
Время в пути от Андижана до Коканда сократится в 3 раза (до 1 часа), а из областного центра Ферганы до областного центра Андижана можно будет доехать за 30 минут.

### Автомобильный транспорт
В черте города расположены Центральный автовокзал Андижана, автостанции: 1) «Улица Сайская», 2) «Старый город», 3) «Трикотажная фабрика», 4) «Кольцевая автомобильная дорога — Запад», 5) «Кольцевая автомобильная дорога — Юго-Запад».
Центральный автовокзал связывает Андижан не только с городами Узбекистана, но и с городами других стран.

### Андижанский троллейбус
Существовал с 1970 по 2002 год, а протяженность троллейбусной линии составляла 70 км.

### Канатная дорога
В настоящее время действует на юго-востоке Андижана. Протяженность линии составляет около 2000 метров, она имеет 3 станции — «Нижнюю», «Промежуточную» и «Верхнюю» (район Андижанского телевизионного и радиовещательного центра).
Также функционирует и 2-я канатная дорога в Андижанской области (в посёлке «Тополино» в районе плотины «Андижанского моря»).

## Культура

### Театры
1. Андижанский Государственный театр Драмы и Комедии имени З.Бабура
2. Андижанский музыкальный театр (действовал под руководством С. Айсина)
3. Андижанский зелёный (летний) театр в ПКиО им. А. Навои
4. Андижанское детское Арт (кф.) — Театр «Буратино»

### Кинотеатры
1. Кинотеатр «Чулпан» (бывший «Юбилейный», сейчас культурный детский центр).
2. Кинотеатр имени А. Бакирова (два зала «красный» и «синий» действовал до 13.05.2005 г.).
3. Кинотеатр «Уртак» (летний зал).
4. Кинотеатр «Победа» (летний зал).
5. Кинотеатр имени Нодиры на ул. М. Ломоносова (летний зал).
6. Кинотеатр имени Н. Крупской (летний зал).
7. Кинотеатр «Космос» (летний зал).
8. Кинотеатр «Орбита» (летний зал).
9. Кинотеатр «Правда» (Зелёный мост).
10. Кинотеатр ДК «Железнодорожников» на ул. Привокзальной (зимний зал).
11. Кинотеатр «Желдор» на ул. Кирова (летний зал).
12. Кинотеатр ДК «МЖК» на ул. Октябрьской (летний зал).
13. Кинотеатр ДК «Машиностроителей» (летний зал) в ПКиО Чулпана.
14. Кинотеатр Дома Культуры Машзавода (зимний зал).
15. Кинотеатр ДК «Строителей» (летний зал).

### Дома и центры культуры
1. Дворец «Юность» (Концертный зал).
2. Областная Филармония.
3. Государственная Обсерватория.
4. Эстрадный центр в ПКиО им. А. Навои.
5. Концертный зал Государственного училища Искусств.
6. Концертный зал Государственного музыкально-педагогического училища.
7. Концертный зал музыкальной школы № 1 (ул. М. Лермонтова).
8. Концертный зал музыкальной школы № 2 (ул. А. Пушкина).
9. Концертный зал музыкальной школы № 3 имени И. Глинки.
10. Дом культуры Железнодорожников.
11. Дом культуры Машиностроителей.
12. Дом культуры Строителей.
13. Дом культуры МЖК.
14. Дом Профсоюзов.
15. Информационно-библиотечный центр имени поэта З. Бабура (1 млн экз. книг).
16. Андижанский областной Русский культурно-просветительский центр.
17. Андижанский областной Армянский культурно-просветительский центр.
18. Андижанский областной Татарский культурно-просветительский центр.
19. Андижанский областной Корейский культурно-просветительский центр.
20. Андижанский областной Уйгурский культурно-просветительский центр.
21. Андижанский областной Киргизский культурно-просветительский центр.

### Парки культуры и отдыха
1. Национальный парк культуры и отдыха имени З. Бабура, (Юго-Восток Андижана, площадь — 357 гектаров).
2. Городской парк культуры и отдыха имени А. Навои.
3. Детский парк культуры и отдыха имени А. Пушкина.
4. Центральный парк культуры и отдыха имени М. Нодиры (бывш. им. В. Ленина).
5. Городской парк культуры и отдыха имени «Чулпана» (машзавод).
6. Городской парк культуры и отдыха «Экопарк»(до 2021 г. «Камолот») (3 микрорайон).
7. Городской парк культуры и отдыха «Университетский».
8. Городской парк культуры и отдыха имени Н. Крупской.
9. Городской парк культуры и отдыха «Железнодорожников» (ул. Кирова).
10. Городской парк культуры и отдыха «Дружба» (Зелёный мост).
11. Ботанический сад «Арборетум» (бывш. включал раст. Красной книги РУ).
12. Андижанский парк «Лесной питомник им. Шнейдера» (8 га выруб.).
13. Зона отдыха «Комсомольское озеро».
14. Зона отдыха «Русалка/Оромгох» (три озера).
15. Зона отдыха «Снежинка» (жил. массив «Богишамал»).
16. Зоологический парк на Юго-Востоке Андижана (самый крупный межобластной зоопарк и второй в Узбекистане после Ташкентского зоопарка).
17. Андижанский городской Аквапарк.

## Туризм

### Музеи и археологические достопримечательности
1. Андижанский Краеведческий музей (создан в 1934 году, включает 65 тысяч экспонатов со всей Ферганской долины).
2. Андижанский литературный музей «Литературы и Искусства» (памятник архитектуры XIX века).
3. Андижанский мировой музей «Бабур и мировое наследие» (Основатель государства Великих Моголов (автор «Бабур-наме») является основателем «Тадж-Махала» — одного из чудес Света).
4. Андижанский исторический мемориальный комплекс «Джами», XIX век (площадь 1,5 га включает самое большое в Ферганской долине здание Медресе (123 метра), Минарет и мечеть «Джами»).
5. Андижанский Минарет (700 лет) — архитектурный памятник 13 века (является самым высоким Минаретом Ферганской долины, высота составляет 32 метра).
6. Андижанский музей Прикладного искусства (памятник архитектуры Дом Алимджана).
7. Андижанская городская военная крепость-музей (памятник архитектуры 1881 год, построена царскими войсками при обороне г. Андижана).
8. Андижанский музей боевой славы (находится внутри военной крепости и объединен в комплекс «Калъа»).
9. Дом музей З. Бабура (дом Великого поэта, архитектурный памятник в центральной части старого Андижана).
10. Андижанский этнографический (открытый) музей «Хурманчилик / Хунармадлар Растаси» / Улица Ремесленников.
11. Мемориальный музейный комплекс истории ВОВ «Площадь Памяти и Почестей», включающий монумент Скорбящей матери по 37 000 погибшим Андижанцам в годы войны (бюсты 12 Героям Советского Союза уроженцам Андижана).
12. Андижанский музей Большого Ферганского Канала, ирригации и водного хозяйства Ферганской долины (Зелёный мост).
13. Музей строительства «Андижанского моря» в поселке Тополино (самое высокое ирригационное сооружение в ЦА высота плотины 110 метров, длина 1000 метров).
14. Андижанский мемориальный музей Чулпана.
15. Архитектурный комплекс XX века «Девонабой» (Центральная мечеть, вместимостью на 5000 человек, имеет огромный купол и два боковых минарета).
16. Археологический памятник Городище Эрши (III век до н. э.) столица древнего государства Давань, находящегося на Великом шёлковом пути (пригород Андижана),
17. Археологический памятник Мингтепа (III—I век до н. э.) всемирная известность была приобретена «крылатым коням» (пригород Андижана).
18. Усыпальница Кутейбы Ибн Муслима (VIII век) — арабского военного начальника, убитого в 715 году (пригород Андижана 28 км).
19. Археологические пещеры «Кукракли» (относятся к Ледниковому периоду в пригороде Андижана).
20. Археологический комплекс «Далварзин-тепа» место с настенными рисунками (более 1000 лет), район пригорода Андижана.
21. Музей железнодорожников.
22. Рок-музей.
23. Святилище Биби Сешанба[23]

## Гостиничное хозяйство
Гостиницы г. Андижана представлены по комфортабельности от двух до пяти звёзд, по архитектуре объединяют три эпохи строительства: первый период — это две гостиницы дореволюционного времени, гостиница «Андижан» в центре нового города напротив сквера, и гостиница «Долина»/«Водий» 4 звезды размещена в здании бывшего дворянского собрания города, находится напротив первого ж/д вокзала, здание в 2006 году было перепроектировано Российско-Узбекскими архитекторами, надстроено третьим этажом и по внешнему виду стало напоминать Московский «Метрополь», украшает пл. «Конституции» г. Анджана, включает Боуллинг-центр и большой бассейн. Гостиницы эпохи Советского Союза — это четырёхэтажная гостиница «Андижан» (3 звезды) в центре старого города и пятиэтажная гостиница Интурист «Золотая Долина» (3 звезды), третья гостиница «Спорт-1» и четвёртая семиэтажная гостиница (долгострой) достроилась в годы Независимости Узбекистана. Третья эпоха гостиничного хозяйства — это настоящее время, в годы Независимости Узбекистана в городе Андижане впервые были построены четыре четырёхзвездочные гостиницы и новая пятизвездочная гостиница в центре нового города «Багишамал» с видом на главный детский парк имени А. С. Пушкина, по праву может занять визитную карточку г. Андижана, напоминает красивый сказочный дворец с восточными колоритом и западной изысканностью.
1. Гостиница «Bogishamal» — 5 звезд;
2. Гостиница «Hamkor» — 4 звезды;
3. Гостиница «Ташкент» — 4 звезды;
4. Гостиница «Долина»/«Водий» — 4 звезды;
5. Гостиница «Karavan sarai» — 4 звезды;
6. Гостиница «Золотая долина» — 3 звезды;
7. Гостиница «Plaza Palas» — 3 звезды;
8. Гостиница «Монферан Классик» — 3 звезды;
9. Гостиница «Vella Elegant» — 3 звезды;
10. Гостиница «Osiyo/Азия» — 3 звезды;
11. Гостиница «Элита» — 3 звезды;
12. Гостиница «Royal» — 3 звезды;
13. Гостиница «Nami» — 3 звезды;
14. Гостиница «Plaza 2» — 3 звезды;
15. Гостиница «Андижан» старгород — 2 звезды;
16. Гостиница «Андижан» новгород — 2 звезды;
17. Гостиница «Спорт 1» — 2 звезды;
18. Гостиница «Спорт 2» — 2 звезды;
19. Гостиница «Файз» — 2 звезды;
20. Гостиница «Тадж Махалл» (7 этажей).

## Спорт
Андижан является родиной женского хоккея на траве в СССР. Женская команда по хоккею на траве «Андижанка» («Спартак») неоднократно становилась чемпионом СССР и обладателем Кубка Европы. Сборная СССР, выступавшая на Олимпиаде в Москве, наполовину состояла из игроков «Андижанки».
За заслуги хоккеистов Андижан получил от Правительства СССР и Узбекской ССР право на строительство хоккейного стадиона «Дружбы народов СССР» с искусственным газоном (в то время таких стадионов было всего 2 — в Москве и Ленинграде).
Стадион рассчитан на 12 000 зрителей и по хоккейным стандартам является крупным. На данной спортивной арене тренировалась «Андижанка» и мужская сборная по хоккею на траве «Звезда».
В 1964 году в Андижане был создан футбольный клуб «Спартак», ныне выступающий в Суперлиге Узбекистана под названием ФК «Андижан».
В настоящее время в области функционируют около 30 стадионов, 70 спортивных школ для детей и юношества, 65 теннисных кортов и 4200 других спортивных сооружений.
В городе находятся:
- Стадионы:
  - Ледовый Дворец «Ice Rink» (3 микрорайон),
  - Центральный «Бабур Арена» (18 360 мест),
  - «Навруз» (ранее — «Спартак») (17 500 мест) (в 2018году снесён),
  - Хоккейный «Дружба народов» (12 000 мест),
  - «Юность» (ранее — «Динамо»),
  - ХБК,
  - «Уз-Донг-Жу»;
- Теннисный корт «Андижан»;
- Спортивный комплекс «Ямбол»;
- Спортивный зал «Юность»;
- Спортивные сооружения Республиканского училища Олимпийского резерва;
- Специализированные школы:
  - высшего спортивного мастерства (ШВСМ),
  - школа бокса № 50,
  - гимнастики (в микрорайоне № 3),
  - ДЮСШ № 1,2,3,4,5,
  - дворец фехтования;
  - дворец рукопашного боя.
- Конный клуб при андижанском ипподроме;
- 2 гребных канала для академической гребли и гребли на байдарках и каноэ (в микрорайоне «Ирригатор»);
- Бассейны:
  - «Жемчужина»,
  - «Фестивальный»,
  - Пединститута,
  - Северного микрорайона,
  - стадиона «Юность»,
  - Интуриста,
  - Мединститута,
  - Государственного университета,
  - СШ № 3 (жил.массив К. Цеткин),
  - спорткомплекса «Ямбол» и многие другие.

Из воспитанников спортивных школ Андижана по легкой атлетике Светлана Ульмасова стала чемпионкой Европы и победительницей Кубка мира, а Замира Зайцева — мировой рекордсменкой.
Андижанская школа бокса — одна из сильнейших в Узбекистане. Её воспитанники Руслан Чагаев, Кахрамон Арзыкулов и Феликс Пак были чемпионами Европы; Махаммадкадир Абдуллаев — чемпионом Летних Олимпийских игр 2000 года в Сиднее, а Уткирбек Хайдаров — 3-кратным чемпионом Узбекистана и чемпионом мира, Хасанбой Дустамов — Олимпийский чемпион 2016 года, обладатель Кубка Вэла Баркера 2016 года в любителях и среди профессионалов действующий чемпион по версии WBA International в 1-м наилегчайшем весе.
Мэлс Ан из клуба «Динамо» Андижан — самбист, призёр чемпионатов СССР, чемпион Европы, мастер спорта СССР международного класса.
Руслан Нуруддинов — Чемпион Летних Олимпийских игр 2016 в Рио де Жанейро.

## Образование

### Высшие учебные заведения
1. Андижанский государственный университет имени З. Бабура (образован в 1931 г),
2. Андижанский государственный медицинский институт,
3. Андижанский государственный машиностроительный институт,
4. Ташкентский государственный аграрный университет (Андижанский филиал),
5. Ташкентский государственный стоматологический институт (Андижанский филиал),
6. Индийский Университет Шарда (Андижанский филиал в Узбекистане),
7. Андижанский институт сельского хозяйства и агротехнологий[узб.] (с 30.07.2020 г. Постановление Президента Узбекистана № ПП-4795).
8. Андижанский государственный институт экономики и строительства (Постановление Правительства Узбекистана от 26.08.2020 г. № 516).
9. Варшавский Университет менеджмента (Андижанский филиал (с 14.04.2021 г. Постановление Правительства Узбекистана от 14.04.2021 г.)
10. Андижанский государственный педагогический институт на базе АПИ АГУ(Постановление Президента Республики Узбекистан, от 21.06.2022 г. № ПП-289),
11. Андижанский государственный институт Иностранных языков (Постановление Президента Узбекистана от 31 мая 2022 года).

### Институты повышения квалификации
1. Андижанский институт усовершенствования учителей и педагогических работников,
2. Андижанский институт усовершенствования врачей и медицинских работников,
3. Андижанский университет рабочих и сельских корреспондентов,
4. Андижанский Университет просвещения (бывш. УМЛ).

### Техникумы
1. Андижанский Авиационный техникум,
2. Андижанский Строительный техникум,
3. Андижанский Электро-Механический техникум,
4. Андижанский Хлопкоочистительный техникум,
5. Андижанский Химико-Технологический техникум,
6. Андижанский техникум Легкой промышленности,
7. Андижанский Финансово-Экономический техникум,
8. Андижанский Индустриально-Педагогический техникум,
9. Андижанский техникум Агропромышленного бизнеса,
10. Андижанский техникум торговли (в городе-спутнике Асака).

### Государственные училища
1. Андижанское Государственное училище Искусств имени Т. Джалилова,
2. Андижанское Государственное Музыкально-Педагогическое училище,
3. Андижанское Государственное Педагогическое училище имени Л. Толстого,
4. Андижанское Республиканское училище Олимпийского Резерва,
5. Андижанское Государственное Медицинское училище.

### Академические лицеи
1. Академический лицей № 1 при Андижанском Государственном университете,
2. Академический лицей № 2 при Андижанском Государственном университете,
3. Академический лицей № 3 при Андижанском Государственном университете,
4. Академический лицей № 4 (АГУ) при Андижанском институте мировых языков,
5. Академический лицей № 5 (АГУ) при Андижанском институте иностранных языков,
6. Академический лицей № 1 при Андижанском медицинском институте,
7. Академический лицей № 2 при Андижанском медицинском институте,
8. Академический лицей № 1 при Андижанском машиностроительном институте,
9. Академический лицей № 2 при Андижанском машиностроительном институте,
10. Академический лицей при Андижанском инженерно-экономическом институте,
11. Академический лицей при Андижанском Техническом университете (филиал ТашГТУ),
12. Академический лицей № 1 при Андижанском сельскохозяйственном институте,
13. Академический лицей № 2 при Андижанском сельскохозяйственном институте,
14. Академический лицей № 1 (Курган-яр) при Андижанском институте хлопководства
15. Академический лицей № 2 (Курган-яр) при Андижанском институте хлопководства.

### Профессиональные колледжи
1. Андижанский Национальный профессиональный колледж Социально-Экономический,
2. Андижанский профессиональный колледж малого и среднего бизнеса,
3. Андижанский профессиональный колледж экономики и сферы услуг,
4. Андижанский профессиональный колледж экономический,
5. Андижанский профессиональный колледж банковский,
6. Андижанский профессиональный колледж связи,
7. Андижанский профессиональный колледж бытовых услуг,
8. Андижанский профессиональный колледж транспорта и услуг,
9. Андижанский профессиональный колледж коммунального жилья,
10. Андижанский профессиональный колледж туризма и сферы услуг,
11. Андижанский профессиональный колледж строительства автомобильных дорог,
12. Андижанский профессиональный колледж (первый) политехнический,
13. Андижанский профессиональный колледж (второй) политехнический,
14. Андижанский профессиональный колледж машиностроительный,
15. Андижанский профессиональный колледж компьютерно-технологический,
16. Андижанский профессиональный колледж информационно-технологический,
17. Андижанский профессиональный колледж информационных технологий и сервиса,
18. Андижанский профессиональный колледж агропромышленный,
19. Андижанский профессиональный колледж сельскохозяйственный,
20. Андижанский профессиональный (первый) колледж промышленный,
21. Андижанский профессиональный (второй) колледж промышленный,
22. Андижанский профессиональный (Акъ — яр) колледж промышленный,
23. Андижанский профессиональный колледж энергетико-промышленный,
24. Андижанский профессиональный колледж водно-хозяйственный (Андижан обл.),
25. Андижанский профессиональный колледж педагогике и социальной экономики,
26. Андижанский профессиональный колледж педагогический социально-экономический,
27. Андижанский профессиональный колледж Автопромышленный (при заводе «GM»),
28. Андижанский профессиональный колледж Автомобильно-строительный (при заводе «GM»),
29. Андижанский профессиональный колледж транспорта и агросервиса (Андижан с. Кипчак),
30. Андижанский профессиональный колледж пищево-промышленный (Андижан.с Аргин).

## Медицина и здравоохранение
Город Андижан насчитывает большое количество медицинских учреждений, больниц, поликлиник и диспансеров, медицинские услуги оказываются всем жителям Ферганской долины. В городе Андижане в 1955 году был открыт Андижанский Государственный Медицинский Институт имени М. И. Калинина (АГМИ), который являлся одним из ведущих высших медицинских заведений Узбекистана, преподавательский состав изначально был сформирован из докторов и кандидатов медицинских наук ведущих институтов Москвы, Ленинграда, Ташкента и других городов, которые в дальнейшем передавали опыт студентам АГМИ. На базе института были организованы Клиники АГМИ на 700 коек и областная клиническая больница на 500 коек, обслуживающие жителей Ферганской долины. Во время независимости Узбекистана в городе открылось большое количество государственных и частных клиник:
- Республиканские, областные больницы, центры и медучреждения
- Областные диспансеры и санаторные учреждения
- Городские больницы и госпитальные учреждения
- Городские поликлиники (включают центральную п-ку, 8 взрослых и 8 детских)
- Частные поликлиники и центры

## Хокимы
1. Алимов Нурилло Гуламович (2005—2015)[24],
2. Рахматуллаев Дилмурод Рохатуллаевич.
3. Хайдаров Бахромжон Насырбаевич
4. Абдурахмонов Гофуржон Гуломович

## Известные уроженцы
- Бабур — тимурид, основатель династии Бабуридов и Туранской династии, поэт и писатель, автор всемирно известного «Бабур-наме», создал на территории современной Индии, Бангладеш, Пакистана и Афганистана Тимуридское государство — «Великую Империю Моголов» (не путать с монголами), которая просуществовала с 1526 года по 1858 год более 300-х лет.
- Абдулхамид Чулпан — узбекский советский писатель[25].
- Матлюба Алимова — актриса (сыграла главную роль Насти в знаменитом сериале «Цыган»).
- Руслан Чагаев — боксёр.
- Михаил Насыров — боксёр.
- Ренат Акчурин — хирург (прооперировавший первого Президента РФ Бориса Ельцина).
- Иосиф Фридляндер — металловед, академик РАН.
- Мамлакат Юсупова — народный учитель Узбекистана.
- Александр Кузьмин — советский военно-морской деятель, вице-адмирал.
- Аббас Бакиров (1910—1974) — актёр и театральный режиссёр, народный артист СССР (1970).
- Мухаммад Юсуф — поэт, депутат Олий Мажлис Республики Узбекистан[26].
- Фарходжон Сайдахмедов (родился 24.02.1983 года) — предприниматель, 1-й официальный миллиардер Узбекистана, крупный меценат узбекской экономики.
- Саида Зуннунова — узбекская советская поэтесса[27].
- Валентин Комаров (1913—1944) — командир подводной лодки «М-36» бригады подлодок Черноморского Флота. За бой с противником в 1942 году капитан-лейтенант Комаров удостоился ордена Красного знамени, а сражение вошло в 100 великих морских сражений от античности до XX века[28].
- Эмма Бабаева (1920—2014) — украинский и советский музейный работник, искусствовед. Заслуженный работник культуры Украины.
- Мухаммадкадыр Абдуллаев (родился 15.11.1973г) — узбекский боксёр, олимпийский чемпион (2000), чемпион мира (1999), чемпион Азии (1997), чемпион Азиатских игр (1998), победитель Кубка мира (1998), лучший спортсмен Узбекистана 1999 и 2000 годов, заслуженный спортсмен Республики Узбекистан. Награждён орденом «Эл-юрт Хурмати» и медалью «Шухрат». В 2001 году его изображение было помещено на почтовой марке Узбекистана. Первый олимпийский чемпион по летним видам спорта в истории Узбекистана.

## Религия
Большая часть населения является мусульманами суннитского толка.
В городе действует храм Всех Святых и часовня Святого Георгия Победоносца. Также в разные годы существовали храм Святого Николая Чудотворца (на улице Пушкина) и храм Святого Сергия Радонежского (на улице Независимости, бывший сквер Ленина).
В 1933—1935 годах в Андижане жил священноисповедник, будущий архиепископ Симферопольский Лука (Войно-Ясенецкий), работавший здесь заведующим отделением в Андижанской городской больнице, является святым РПЦ.
С 1937 по 1941 год в городе Андижане в административной высылке (тогда ещё как иеромонах) находился будущий патриарх Московский и всея Руси Пимен (Патриарх Московский) — глава Русской Православной Церкви в 1971—1990 годах.